# Hòa Bình (Đồng Nai)
Hòa Bình is een phường van Biên Hòa, de hoofdstad van de provincie Đồng Nai.